# آرمن آبراهامیان
آرمن آرشاویری آبراهامیان (ارمنی: Արմեն Արշավիրի Աբրահամյան؛ زادهٔ ۲ ژوئن ۱۹۵۹) یک سیاستمدار اهل ارمنستان است که از تاریخ ۲۰۰۷ تا تاریخ ۲۰۱۲ سمت نمایندگی دوره چهارم مجلس ملی جمهوری ارمنستان را برعهده داشت.

## زندگی‌نامه
در ۲ ژوئن ۱۹۵۹ در مالیشکا به دنیا آمد و از دانشگاه ملی علوم کشاورزی ارمنستان فارغ‌التحصیل شد. .